# Обамеянг, Вилли
Ви́лльям (Ви́лли) Обамея́нг (фр. Willy Aubameyang; 16 февраля 1987, Париж, Франция) — французский футболист габонского происхождения. Выступал за сборную Габона.

## Биография
Свои первые три сезона в итальянском клубе, он играл в молодёжной команде, иногда выходя на замену в Кубке Италии, а также играл в товарищеских матчах (один раз даже против «Ювентуса»). Сезон 2008/09 он провёл в аренде, в клубе Серии B «Авеллино 1912». Там он играл под 7 номером.
Вместе со своим младшим братом Пьером-Эмериком, они были вызваны в сборную Габона для участия в отборочных играх на чемпионат мира.

## Семья
Его отец Пьер также выступал за сборную Габона и провёл за неё 80 матчей. А 2 его брата Катилина и Пьер-Эмерик также были игроками «Милана».